# Beneath the Storm
Beneath the Storm ist eine 2012 gegründete Funeral-Doom-Band.

## Geschichte
Das Projekt Beneath the Storm wurde im Winter 2012 von dem slowenischen Multiinstrumentalisten und Sänger Igor „Shimon“ Šimon initiiert. Die Idee zu dem Soloprojekt hatte sich über einige Jahre entwickelt und fußt auf Erfahrungen in unterschiedlichen lokalen Death-Metal- und Sludge-Bands. Das ursprüngliche Ziel sei es gewesen, den ihm möglichen „brutalsten und langsamsten Klang zu erzeugen.“

## Werk und Wirkung
Das Projekt debütierte mit Temples of Doom 2013 über Argonauta Records als CD und über Breathe Plastic Records als MC. Nachkommend veröffentlichte das Projekt bis zum Jahr 2016 jährlich ein weiteres Studioalbum als CD über Argonauta Records.

### Stil
Beneath the Storm präsentiert auf den ersten drei Alben einen Hybrid aus Funeral Doom, Drone Doom und Sludge der nach Doom-Metal.com vornehmlich einem Funeral Doom zuzurechnen ist der auf cineastische Düsternis und verstörende Atmosphäre konzentriert ist. Das Projekt variiere hierbei vier Elemente. Massive, in den Vordergrund gemischte Perkussion, rau bis heiserer gutturaler Gesang, düsteres Riffing und Horrorfilm-Samples. Mit Lucid Nightmare variierte Šimon seinen Gesang zu einem Stil der mit Grunge und Dark Rock assoziiert wurde.

### Rezeption
Die internationale Rezeption der Veröffentlichungen fiel gemischt aus. So wurde Temples of Doom von Justin Petrick für Echoes and Dust als Zeitverschwendung kritisiert. The Sludgelord pries es hingegen als „das schaurigste Album“, dass er im Jahr seiner Besprechung gehört habe. Analog betonten weitere Rezensenten lobend einen cineastischen Horror-Aspekt des Albums.
Evil Reflection wurde hingegen einheitlich, mitunter als „Meisterwerk“ und als Beweis dafür, „dass der Funeral Doom noch etwas zu sagen“ hätte, gelobt. Für Echoes and Dust schrieb Jeremiah Nelson, dass ihn „nichts je so gegruselt“ habe wie Evil Reflection trotz einer persönlichen Neigung zu verstörender Musik. Es sei eine „brillante und verwirrend geniale“ Leistung schrieb The Sludgelord. Trishay J Trada rezensierte das Album für Doom-Metal.com und lobte es als „absolut phänomenale Reise von trostloser Dunkelheit, unermesslicher Tiefe und seelenzerstörenden Doom-Vibrations.“ Yves Pelgrims beschrieb das Album für das niederländische Webzine Zware Metalen, als herausstechend im Genre, es sei kein Album „mit viel Abwechslung, aber mit einer beeindruckenden Atmosphäre.“
Zu dem konzeptionell an dem Horrorfilm Stadt der Toten orientierten Album Devil’s Village mischte sich die Beurteilung der internationalen Rezeption. So schrieb Giovanni Mascherpa für Metal Italia, dass das Album zwar „ein Minimum an Interesse für die klaustrophobische Atmosphäre“ erzeuge, Devil’s Village langfristig jedoch nur „Langeweile und Gähnen“ hervorrufe. Angie Radczenko relativierte solche Urteile für Bucketlist Music Reviews mit dem Hinweis, dass das Album einen „großartigen Horrorfilm-basierten Dark Metal“ präsentiere, jedoch nicht jenen die einen schnell gespielten Metal bevorzugen zu empfehlen sei. Ähnlich urteilte Stefan Glas vom Rock Hard damit dass, das Album zwar „sehr intensiv“ sei, doch „der entstellte Gesang“ wäre seiner Einschätzung nach „hochgradig Geschmackssache.“ Sebastien “Bass” Parent lobte das Album indes für Metal Temple als „etwas repetitiv“ aber mit einer belebenden und lohnenden „Emotionalität und Atmosphäre“. OccultBlackMetal empfahl das Album für Hatred Means War als „sehr dunkel und okkult klingendes“ Hörerlebnis. Massimo Argo nannte Devil’s Village in einer für das In Your Eyes Zine verfassten Rezension ein „kraftvolles und schleichendes Ergebnis“ eines Projektes, dass „sehr präzise“ sei und mit seinem an Horrorfilmen orientierten Projekt „viel Aufmerksamkeit“ verdiene.
Mit dem Konzeptalbum um den Themenkomplex Schlaf, Traum und Alptraum Lucid Nightmare veränderte Šimon seinen Gesang, was den meisten Rezensenten Anlass zu besonderen Beachtung und hervorgehobenen Besprechung des Selbigen gab. Lediglich Joxe Schaefer vom Webzine Crossfire Metal ging nicht auf die Änderung ein und nannte das Album „in Ordnung“. Andere Besprechungen gingen verstärkt auf den Gesang ein. Die Änderung täte „den einzelnen Tracks absolut gut“ und beinhalte das Potential weitere Hörer anzusprechen hieß es für Rock Circuz. Ähnlich auch die Beurteilung durch das Webzine des Labels Transcending Obscurity Records. Die „Entscheidung für eine solch radikale Änderung [habe] sich ausgezahlt und das Songwriting vorangetrieben“. Der veränderte Gesang trage „gut dazu bei, die bedrohliche Stimmung zu verstärken“ schrieb Ryan Mikkelson für Skulls ’n’ Bones.